# 中之島地下街
中之島地下街（なかのしまちかがい）は大阪市北区中之島の朝日新聞大阪本社と大阪市営地下鉄肥後橋駅、京阪電気鉄道渡辺橋駅を結ぶ地下街のことである。
2012年に中之島フェスティバルタワー東棟（東地区）内の商業施設「フェスティバルプラザ」の一部としてリニューアルオープンした。リニューアルオープン後も「中之島地下街」という呼び方もされる。
渡辺橋駅のエキナカ地下街「MINAMO」と直結している。

## 概要
1965年に朝日ビルディングによって竣工。朝日新聞ビル・大阪朝日ビル（朝日新聞大阪本社旧社屋）と、新朝日ビルディング（フェスティバルホール、日刊スポーツ新聞西日本本部・大阪本社）を結ぶ構造になっていた。
中之島フェスティバルタワー東棟（東地区）の建設工事に伴い2008年3月までに旧店舗が全館閉店した。ただしこの時点では通り抜けは可能であり、同年10月に渡辺橋駅が開業すると、肥後橋駅と渡辺橋駅を繋ぐ連絡通路として機能するようになった。2009年2月に地下街と連絡通路は閉鎖されたが、東棟の完成・竣工直前の2012年11月1日に肥後橋駅と渡辺橋駅の連絡通路が再び通行可能になった。28日には商業施設「フェスティバルプラザ」の一部としてリニューアルされた地下街の新店舗が営業を開始した。
地下街と肥後橋駅を繋ぐ肥後橋駅4号出入口はバリアフリー化工事のため2015年5月3日から2017年4月末まで閉鎖され、工事期間中は肥後橋駅に行くには一旦地上に出る必要があった。